# Чон Сонрён
Чон Соннён (кор. 정성룡?, 鄭成龍?; род. 4 января 1985[…], Соннам, Кёнгидо) — южнокорейский футболист, вратарь клуба «Кавасаки Фронтале». Выступал в сборной Республики Корея. Двукратный бронзовый призёр Кубков Азии (2007, 2011).

## Карьера
Чон Сон Рён начал свою карьеру в клубе «Пхохан Стилерс», в 2003 году, но только в 2006 году он сыграл за клуб первые матчи. В сезоне 2007 года он сыграл за клуб 16 матчей и стал чемпионом Южной Кореи в составе клуба. После перехода в «Соннам Ильхва Чхонма» Чон Сон Рён стал основным вратарём клуба. В первом сезоне за новый клуб в 34 играх Чон Сон Рён пропустил 29 голов, в сезоне 2009 года в 36 играх — 41 гол.
28 июля 2008 года в товарищеском матче между молодёжными сборными Южной Кореи и Кот-д’Ивуара в Сувоне Чон Сон Рён забил гол со штрафного удара с 85 метров и стал первым южнокорейским вратарём, которому удалось реализовать стандарт.
Чон Сон Рён участвовал за сборную Южной Кореи на Олимпиаде в Пекине в 2008 году.
Чон Сон Рён был вызван в сборную Южной Кореи на чемпионат мира в ЮАР, где сыграл все 4 матча за сборную.